# Hase und Wolf

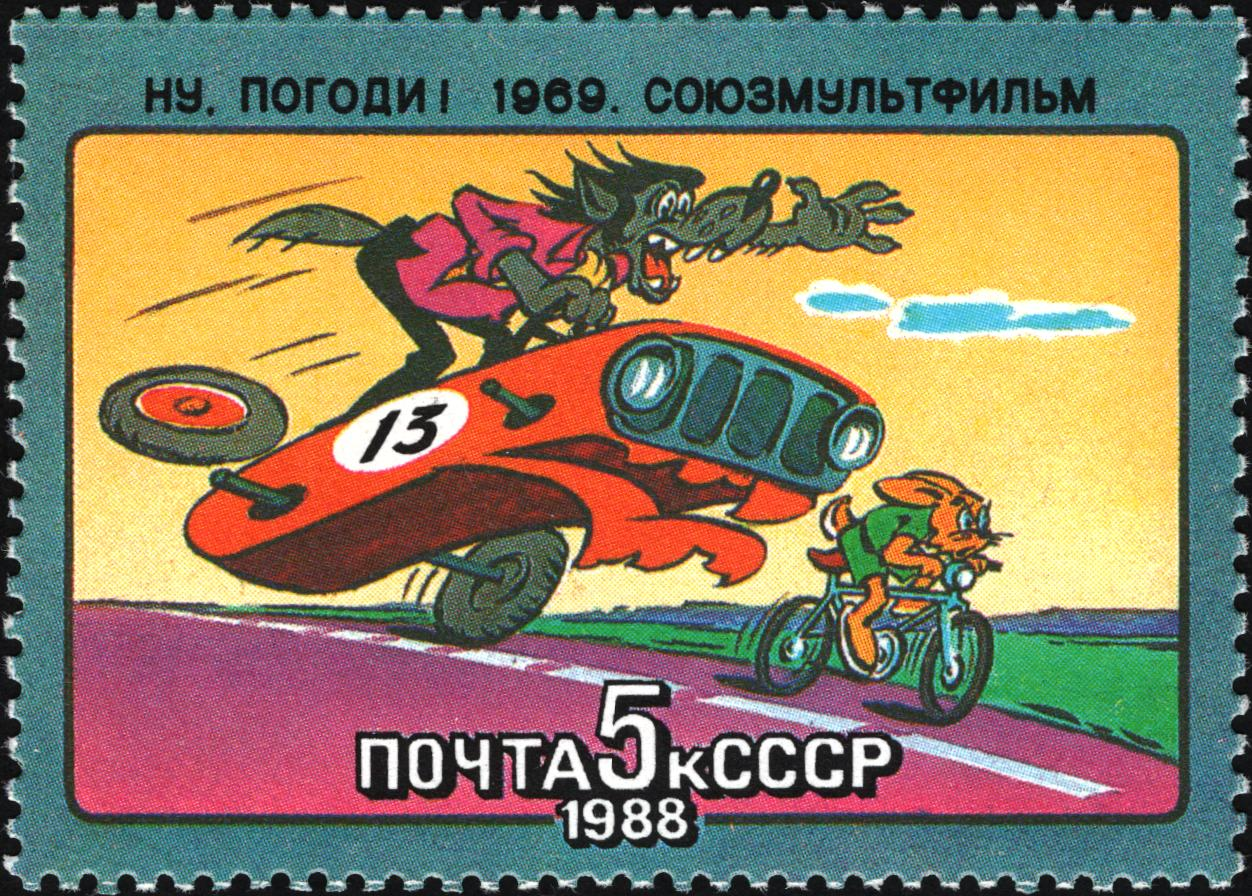
Hase und Wolf auf einer sowjetischen Briefmarke von 1988

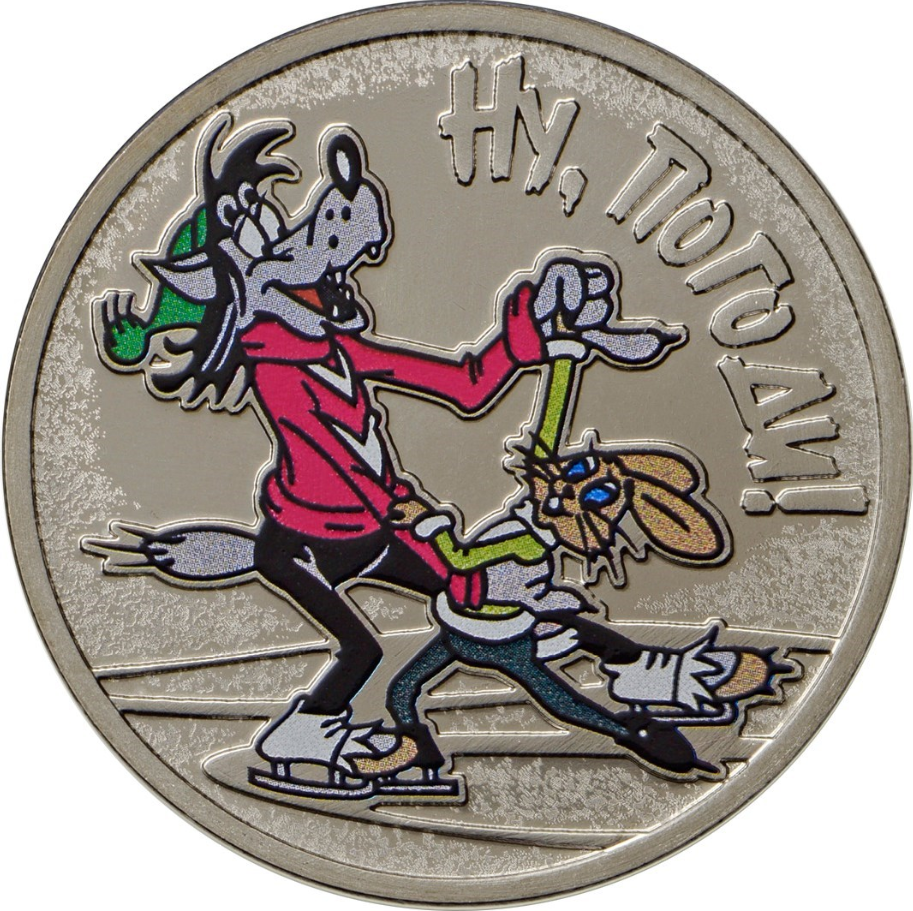
Hase und Wolf auf einer russischen Rubel-Münze von 2018

Hase und Wolf (Originaltitel: Nu, pogodi!; russisch Ну, погоди!, übersetzt Na, warte!) ist eine sowjetische beziehungsweise russische Zeichentrickserie, in welcher ein Wolf einen Hasen verfolgt. Die ersten 16 Folgen entstanden von 1969 bis 1986, weitere vier Folgen 1993, 1995 und 2005.

## Allgemeine Informationen
Die Serie ist im deutschsprachigen Raum vor allem aus dem DDR-Fernsehen bekannt. Zwischen 1969 und 1986 entstanden im Sojusmultfilmstudio in Moskau unter der Regie von Wjatscheslaw Kotjonotschkin 16 Folgen. Zwei weitere Folgen entstanden 1993 nach dem Zusammenbruch der Sowjetunion mit neuem Team unter dem Regisseur Wladimir Tarassow. Hier wurde das Zeichentrickfilmstudio teilweise privatisiert und musste in die neuen Folgen Schleichwerbung integrieren. Die Qualität der Serie sank rapide und sie verlor deutlich an Popularität.
Heute genießt sie jedoch wieder Kultstatus und wird im russischen Fernsehen ausgestrahlt. Im Jahr 2005 wurden zwei weitere Folgen produziert. Regisseur hierbei war Wjatscheslaw Kotjonotschkins Sohn Alexei Kotjonotschkin. Die 19. und 20. Episoden erschienen dank der Tatsache, dass die Handelskette Pjatjorotschka (gehört X5 Retail Group) im Februar 2005 die Rechte auf Animationsfilm erworben hatte. Die Rechte an der Bezeichnung des Animationsfilmes und an Phrasen aus diesem kaufte Pjatjorotschka bei den Drehbuchautoren des sowjetischen Zeichentrickfilms Hase und Wolf und ihren Erbfolgern, die Rechte an den handelnden Personen bei dem Regisseur und Zeichner.
Jede Folge handelt davon, wie der Wolf versucht, den Hasen zu fangen. Das Konzept ähnelt diesbezüglich den amerikanischen Serien Road Runner und Wile E. Coyote und Tom und Jerry. Die Jagd endet immer damit, dass der Wolf verliert und mit drohender Geste dem Hasen hinterher ruft: „Nu sajaz, nu pogodi!“ (russisch Ну заяц, ну погоди!; „Du Hase, na warte!“).
Die Gestaltung der Figuren und Szenen weist Bezüge zum Leben in der Sowjetunion auf. Der Regisseur wird dahingehend zitiert, dass ihm der Entwurf des Wolfes erst gelungen sei, als er an einer Moskauer Metrostation ein „menschliches Vorbild“ erblickt habe. Im Laufe der Jahre passt sich der Wolf den in der jeweiligen Zeit auffälligsten Typen an. In den 1970er und 1980er Jahren spielt er den lichtscheuen Langhaar-Rüpel, in den 1990er Jahren stellt er den neureichen Russen mit Sucht nach Prestige und Luxus ebenso wie den wieder verarmten Obdachlosen dar. Die Serien zeichnen so eine Parodie auf die russische Gesellschaft.
Für die Vertonung wurden neben der in jeder Folge gleichen Titelmelodie fast ausschließlich sowjetische Unterhaltungsmusik und Tagesschlager verwendet.
Die Titelmelodie der Serie stammt von dem ungarischen Komponisten Tamás Deák. Sie trägt im Original den Titel Vízisí (Wasserski) und wird bei Hase und Wolf in gekürzten Fassungen verwendet. Obwohl viele Menschen diese Melodie vor allem mit Hase und Wolf verbinden, ist sie nicht für Hase und Wolf komponiert worden. So wurde sie zuvor in der ungarischen Zeichentrickserie Heißer Draht ins Jenseits (Produktionsjahr 1968) verwendet.

## Figuren

### Wolf
Der Wolf (russ. Волк, Wolk) wird als ein typischer Hooligan dargestellt. Er ist gelegentlicher Raucher. Der Wolf ist ein Vandale, der gerne Mülltonnen umwirft, seinen Abfall auf die Straße wirft und die Gesetze missachtet. Vorbeikommende Milizionäre grüßt er allerdings stets freundlich, um unverdächtig zu wirken. Sein Ziel ist, den Hasen zu fangen und zu fressen – was ihm jedoch ständig misslingt. Auch wenn der Wolf oft wie ein Prolet wirkt, so besitzt er einige ungewöhnliche Talente: Er ist begnadeter Tänzer (er tanzt Tango und Walzer), Eiskunstläufer und spielt hervorragend Gitarre. Sein Musikgeschmack ist unter anderem von Wladimir Wyssozki geprägt, dessen Lied Ein Lied vom Freund er in der ersten Folge vor sich hin pfeift. In den klassischen Folgen wurde der Wolf von Anatoli Papanow gesprochen.

### Hase
Der Hase (russ. Заяц, Sajaz) ist durchweg positiv dargestellt. Seine geschlechtliche Zugehörigkeit ist, im Gegensatz zum maskulinen Wolf, eher diffus – was auch an seinen weiblichen Zügen und einer weiblichen Stimme liegt. Seine Rolle bleibt eher blass, und seine Aktionen sind in der Regel bloße Reaktionen auf die Versuche des Wolfs, ihn zu erwischen. In der Regel beschränken sie sich darauf, wegzulaufen und sich auf eine erfinderische Weise zu verstecken. In den letzten Folgen wird der Hase aktiver, und er schreitet gelegentlich sogar zur Rettung des Wolfs ein. In den klassischen Folgen wurde der Hase von Klara Rumjanowa gesprochen.

### Weitere Figuren
Neben dem Wolf und dem Hasen treten in der Serie mehrere weitere anthropomorphe Tiere auf. Das bekannteste davon ist das große und stämmige Nilpferd (russ. Бегемот, Begemot). Er tritt in verschiedenen Rollen auf (Ordnungshüter, Vorarbeiter auf dem Bau, Sportler, einfacher Passant). In der Regel bekommt der Wolf Ärger mit dem Nilpferd.
Auch der Kater-Illusionist (russ. Кот-фокусник, Kot-Fokusnik), der Spezialist für Hypnose, Zaubertricks und – möglicherweise – sogar Magie ist, tritt in mehreren Folgen auf. Er ist für seine Eitelkeit bekannt.
Gelegentlich treten Bären auf, allen voran als Milizionäre. In der 6. Episode treten ein Ziegenbock und ein Ganter auf. In der Folge 9 tritt eine Band Dwornjagi (Дворняги, russ. Straßenköter) auf, die nur aus Hunden besteht.
Eine der seltenen weiblichen Figuren ist die Sau. In einigen Szenen, die beispielsweise am Strand spielen, kann man erkennen, dass die Sau einen mehrreihigen Büstenhalter trägt, der an die Besonderheiten der Schweineanatomie angepasst wurde.
Menschen treten in der Serie in der Regel nicht in Erscheinung. Die Serie ist so konzipiert, dass die Welt der Menschen durch die der Tiere ersetzt wurde. Allerdings gibt es Ausnahmen: In der 9. Episode sieht der Wolf in einem Vorführraum im Fernsehstudio einen Filmausschnitt mit angreifenden menschlichen Soldaten auf der Leinwand. In der Folge 16, die von einer Märchenwelt handelt, erscheinen ein alter Mann, die Hexe Baba Jaga und ein Mädchen, die jedoch allesamt Märchengestalten sind und vom Wolf nur geträumt werden.
Ferner gibt es „niedere“ Tiere, die parallel zu den „intelligenten“ menschenähnlichen Tieren existieren: Hunde, Hühner, Fische, Insekten usw.

## DVD-Veröffentlichung
In Russland wurde die Serie mehrfach auf DVD veröffentlicht. Abgesehen von vielen unlizenzierten Schwarzkopien ist die Serie auch mehrfach offiziell auf DVD erschienen. Die herausragendsten Veröffentlichungen sind die RUSCICO- und die KRUPNY-PLAN-Veröffentlichung.

### RUSCICO-Version
Bei der Veröffentlichung durch RUSCICO (Russian Cinema Council) befinden sich die 16 "klassischen" Folgen auf einer zweilagigen DVD. Der Ton wurde in Dolby Digital 5.1 abgemischt, allerdings ist dies auch die einzige Tonoption; Untertitel gibt es keine.
Das Bild ist nicht restauriert. An Bonusmaterial gibt es ein Interview mit Klara Rumjanowa und ein zeitgenössisches Making-of in Schwarzweiß mit Wjatscheslaw Kotjonotschkin. Vor allem diese Version ist auch außerhalb Russlands in diversen Webshops verbreitet.

### KRUPNY-PLAN-Version
Die restaurierte Version von Krupny Plan wurde auf zwei einlagigen Einzel-DVDs veröffentlicht, die jeweils 8 Folgen der Serie enthalten. Das Bild wurde vom Originalnegativ restauriert und erfährt im Vergleich zur RUSCICO-Veröffentlichung eine deutliche Steigerung. Der russische Ton liegt in einer 5.1-Abmischung und in Original-Mono vor. Untertitel gibt es abermals keine. Als Bonus gibt es ein 45-minütiges Interview mit dem Drehbuchautor Alexander Kurljandski, das auf beide Discs aufgeteilt wurde.

## Veröffentlichungen
Bis zum Ende der 1980er Jahre wurden Filme der Reihe vorwiegend als Schmalfilm, meist in stummer Fassung, vertrieben.
In der DDR wurden einige der Episoden vom VEB DEFA Kopierwerke als DEFA-Heimfilm herausgegeben. Dazu wurden die Originalfilme meist auf fünf oder acht Minuten gekürzt und in jeweils einer Schwarzweiß- und einer Farbfassung angeboten.
Mitte der 1990er Jahre erschien die bis dahin produzierten 18 Folgen in Deutschland unter dem Titel Nu Pagadi auf Video. Auf DVD erschienen 2003 zwei DVDs mit je drei Folgen unter dem Namen Wolf + Lampi. Diese DVDs haben keine durchgehend deutsche Tonspur, einige Sequenzen der einzelnen Folgen liegen auch hier nur in der russischen Originalversion vor. 2012 folgte die DVD Alles Trick 4 mit 15 Folgen in deutscher Synchronisation, 2013 erschienen die ersten 8 Folgen unter dem Titel Nu, Pagadi!
In Russland und über unterschiedliche Exportfirmen inzwischen auch in Deutschland sind verschiedene Video-Kassetten und DVDs mit bis zu 3 Stunden dieser Kurzfilmserien von Hase und Wolf pro Medium erhältlich. Am meisten verbreitet sind die auf 3 Videokassetten aufgeteilten Serien.

## Liste der Episoden
Die Episoden sind nummeriert, aber tragen in der Originalfassung keine Namen. Jede Episode spielt in einer anderen Umgebung.
- Stadt und Strand / Am Strand (1969)
- Stadtpark / Beim Kinderfest (1970)
- Autobahn / Im Straßenverkehr (1971)
- Stadion / Beim Sportfest (1971)
- Stadt / Und die Telefonzelle (1972)
- Auf dem Lande / Als Fallschirmspringer (1973)
- Auf Seereise / Auf dem Schiff (1973)
- Auf der Silvesterfeier / Beim Wintersport (1974)
- Im Fernsehstudio (1976)
- Baustelle / Auf der Baustelle (1976)
- Zirkus / Im Zirkus (1977)
- Museum / Im Museum (1978)
- Olympische Spiele 1980 in Moskau / Bei der Olympiade (1980)
- Kinderzentrum / Bei der Erfindermesse (1984)
- Auf einem Konzert / Beim Talentefest (1985)
- In der Welt der russischen Märchen / Im Märchenland (1986)

Im DDR-Fernsehen wurde die Serie in Originalsprache, allerdings meist ohne Titel und Vorspann ausgestrahlt. Die Handlung vor dem Vorspann bis zur ersten Niederlage des Wolfes spielt jedoch mitunter an anderer Stelle als der Rest der Episode, was beim direkten Zusammenschnitt zu einem leichten Handlungssprung führt. Lediglich im Rahmen der Sendungen Für Freunde der russischen Sprache wurden die Filme in der Originalfassung mit Titeln ausgestrahlt.
Für den Kinoeinsatz existiert eine synchronisierte Fassung, die vom Progress Film-Verleih vertrieben wird.